# Antonio Villaraigosa
 (août 2016).
Si vous disposez d'ouvrages ou d'articles de référence ou si vous connaissez des sites web de qualité traitant du thème abordé ici, merci de compléter l'article en donnant les références utiles à sa vérifiabilité et en les liant à la section « Notes et références ».
Antonio Villaraigosa, né Antonio Ramón Villar, Jr. le 23 janvier 1953 à East Los Angeles, est un homme politique américain, 41e maire de Los Angeles, en fonction du 1er juillet 2005 au 1er juillet 2013.
Membre du Parti démocrate, Villaraigosa est le premier maire latino de Los Angeles depuis 1872 et la fin du mandat de Cristobal Aguilar.

## Biographie

### Jeunesse et débuts en politique
Antonio Villaraigosa est né dans le barrio (quartier hispanique) d'East Los Angeles de parents immigrés mexicains. Son père est alcoolique et violent.
Après une enfance difficile, il est exclu du lycée à l'adolescence. Il sombre dans l'alcool et la drogue, et est condamné pour violence. À cette époque, il se fait tatouer sur le bras « Born to raise hell » (« Né pour élever l'enfer », ou si l’on a un bon traducteur « Né pour faire du grabuge », « Né pour foutre le bordel »).
Il revient sur le droit chemin avec l'aide de sa mère et de l'un de ses professeurs et finit par décrocher en 1977 un diplôme de droit à l'université de Californie à Los Angeles (UCLA).
Quand Antonio Villar épouse Corina Raigosa, le nouveau couple conjugue leurs deux patronymes pour s'appeler dorénavant Villaraigosa.
Antonio Villaraigosa entre en politique par la lutte syndicale et en 1994, il est élu sous l'étiquette démocrate à l'Assemblée de l'État de Californie pour le 46e district de l'État. Chef de la majorité de 1996 à 1998, il deviendra le président du Parlement à cette date pour un mandat de quatre ans.

### Maire de Los Angeles

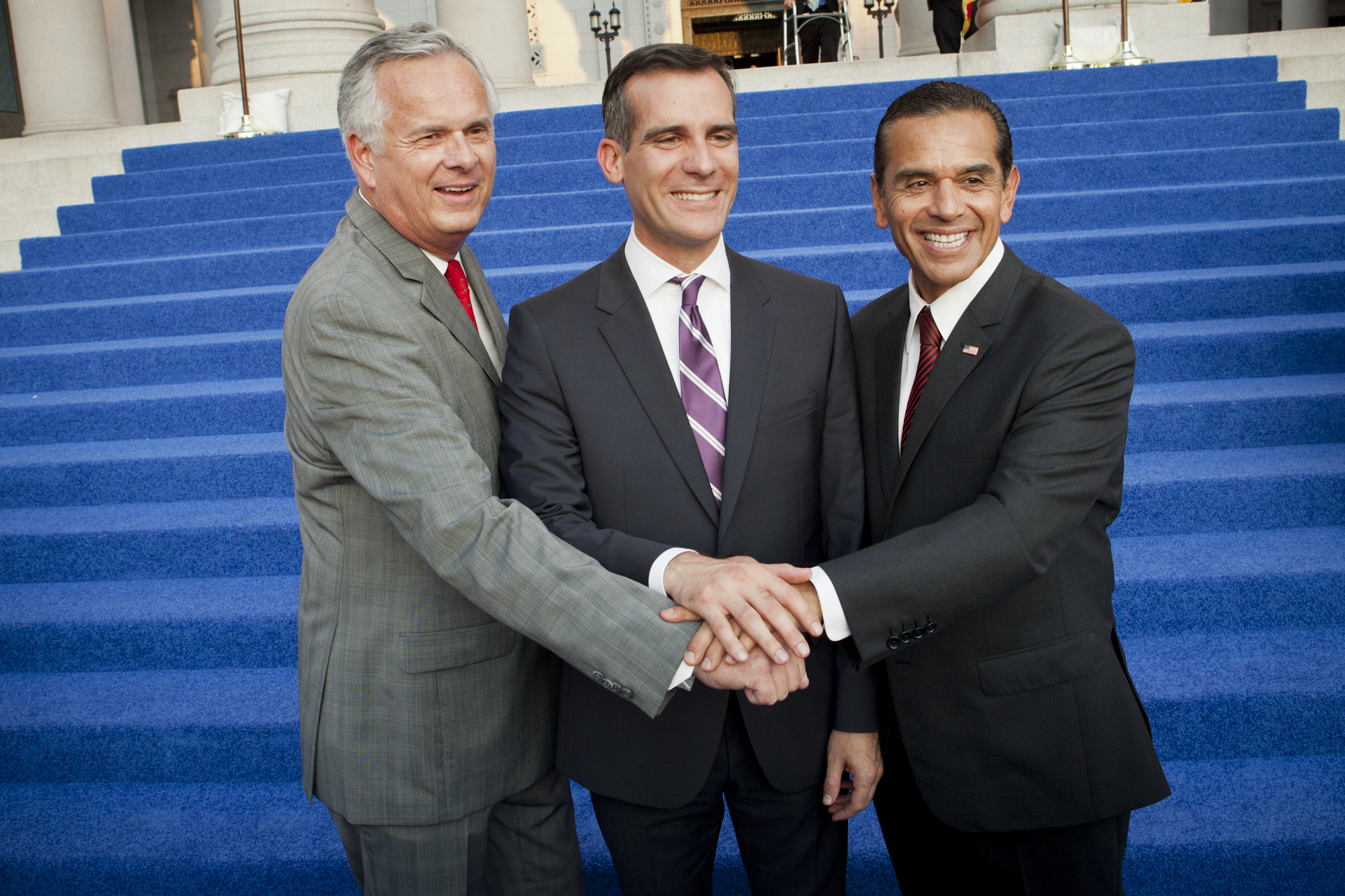
Villaraigosa (à droite), avec son prédécesseur (James Hahn) et son successeur (Eric Garcetti) à la mairie de Los Angeles.

En 2001, candidat à l'élection municipale (non partisane) de Los Angeles, il est battu de justesse par un autre démocrate, James Hahn. En 2005, à la tête d'une coalition ralliant les électorats hispanique et afro-américain, Villaraigosa est élu maire de Los Angeles avec 59 % des voix contre 41 % au maire sortant Hahn, malgré la baisse de la criminalité et du chômage attribuées à ce dernier. Hahn avait en effet perdu le soutien de la communauté noire en limogeant le chef afro-américain de la police Bernard Parks,. Villaraigosa est le premier maire hispanique de la ville depuis 1872.
Ses axes de campagne ont été de combattre les nombreux problèmes dont souffre la mégalopole comme la pauvreté, l'échec scolaire et les gangs, la pollution et les embouteillages ou encore la crise du logement. Il ne fait pas mystère de ses ambitions politiques, et se dit être prêt à affronter le gouverneur républicain de Californie en 2006, Arnold Schwarzenegger, mais se résigne finalement. En 2008, il est finaliste du World Mayor Award.[réf. nécessaire]
Maire durant la crise économique de 2008, il doit s'opposer aux syndicats de fonctionnaire et licencier des employés municipaux. Sa popularité est également affectée par la révélation de sa relation extraconjugale avec la présentatrice de télévision Mirthala Salinas, révélée durant l'été 2007. La relation avait débuté alors que la journaliste couvrait les déplacements du maire. La nouvelle intervient quelques semaines après son divorce, que Salinas a elle-même annoncée à la télévision. Il est réélu maire de Los Angeles lors de l'élection municipale de 2009. Dans un contexte de faible participation (15 % des électeurs inscrits ayant voté), sa victoire est cependant plus faible que prévu avec environ 55 % des voix face à de nombreux candidats peu connus.
À l'issue de son mandat de maire, Villaraigosa est relativement impopulaire : ses opinions favorables — portées par les jeunes et les hispaniques — dépassent de peu ses opinions négatives — dues aux blancs et aux personnes âgées. Eric Garcetti lui succède au poste de maire de Los Angeles le 1er juillet 2013.

### Après la mairie
Après son mandat de maire, Villaraigosa travaille pour les sociétés Herbalife, Bank of California ou Edelman ; il donne également des cours à l'université du Sud de la Californie.
En novembre 2016, il annonce sa candidature au poste de gouverneur de Californie en vue des élections de 2018. Villaraigosa avait déjà envisagé de se présenter en 2010, mais s'était retiré devant le favori Jerry Brown. Bien que sa campagne et ses alliés dépensent plus de 32 millions de dollars, il termine en troisième position de la primaire derrière le lieutenant-gouverneur démocrate Gavin Newsom et l'homme d'affaires républicain John Cox, ne rassemblant que 13 % des suffrages. Villaraigosa a notamment été handicapé par son éloignement de la vie publique depuis 2013, le ralliement des républicains autour de Cox ainsi qu'une faible mobilisation de l'électorat hispanique.
En juillet 2024, il annonce qu'il sera une nouvelle fois candidat au poste de gouverneur lors des élections de 2026, briguant ainsi la succession de Newsom qui ne peut se présenter pour un troisième mandat.